# Ла Монти (Мисури)
Ла Монти (енгл. La Monte) град је у америчкој савезној држави Мисури.

## Демографија
По попису из 2010. године број становника је 1.140, што је 76 (7,1%) становника више него 2000. године.
| Група             | 2000.       | 2010.       |
| Белци             | 875 (82,2%) | 695 (61,0%) |
| Афроамериканци    | 13 (1,2%)   | 5 (0,4%)    |
| Азијати           | 8 (0,8%)    | 4 (0,4%)    |
| Хиспаноамериканци | 138 (13,0%) | 408 (35,8%) |
| Укупно            | 1.064       | 1.140       |